# ایروی هایتس (واشینگتن)
ایروی هایتس (به انگلیسی: Airway Heights) شهری در شهرستان اسپوکین ایالت واشنگتن است که در سرشماری سال ۲۰۱۰ میلادی، ۶۱۱۴ نفر جمعیت داشته است.